# Usine de pompage d'Edmonston
 (janvier 2023).
Le contenu est difficilement compréhensible vu les erreurs de traduction, qui sont peut-être dues à l'utilisation d'un logiciel de traduction automatique.
L'usine de pompage d'Edmonston est une station de pompage située près de l'extrémité sud de l'aqueduc de Californie, qui est la principale caractéristique du California State Water Project. Elle soulève de l'eau de 600 m pour traverser les montagnes Tehachapi où le flux se divise en les branches ouest et est de l'aqueduc de Californie desservant le sud de la Californie. Il s'agit du système de relevage d'eau le plus puissant au monde, sans tenir compte des centrales hydroélectriques à pompage.
Il existe 14 pompes centrifuges à 4 étages de 80 000 chevaux qui poussent l'eau jusqu'au sommet de la montagne. Chaque groupe motopompe mesure 65 pieds de haut et pèse 420 tonnes. Les pompes elles-mêmes s'étendent vers le bas sur six étages. Chaque unité évacue l'eau dans un collecteur qui se connecte aux principales conduites d'évacuation. Les deux principales lignes de refoulement escaladent la montagne dans un tunnel de 8400 pieds de long. Elles mesurent 12,5 pieds de diamètre pour la première moitié et 14 pieds de diamètre pour la seconde moitié. Elles contiennent chacune 8,5 millions de gallons d'eau à tout moment. À pleine capacité, les pompes peuvent projeter près de 2 millions de gallons par minute sur le Tehachapis. Une chambre d’équilibre de 68 pieds de haut et 50 pieds de diamètre est situé au sommet de la montagne. Cela évite d'endommager le tunnel lorsque les vannes des pompes sont soudainement ouvertes ou fermées. Près du sommet de l'ascenseur, il y a des vannes qui peuvent fermer les conduites de refoulement pour empêcher le reflux dans l'installation de pompage ci-dessous en cas de rupture. La station consomme jusqu'à 787 MW d'électricité, fournie via une ligne de transport dédiée de 230 kV depuis la sous-station Pastoria de Southern California Edison située à proximité.

## Caractéristiques
- Number of units: 14 (two galleries of 7)
- Normal static head: 1,970 ft
- Motor rating: 80,000 hp (60MW)
- Total motor rating: 1,120,000 hp (835 MW)[4]
- Flow at design head: 315 ft3/s (9 m3/s)
- Total flow at design head: 4410 ft3/s (450,000 m3/h)